# Tsirananaclia
Tsirananaclia is een geslacht van vlinders van de familie spinneruilen (Erebidae), uit de onderfamilie Arctiinae.

## Soorten
- T. formosa Griveaud, 1973
- T. milloti Griveaud, 1964
- T. sucini Griveaud, 1964
- T. tripunctata Griveaud, 1964